# Joseph von Armansperg

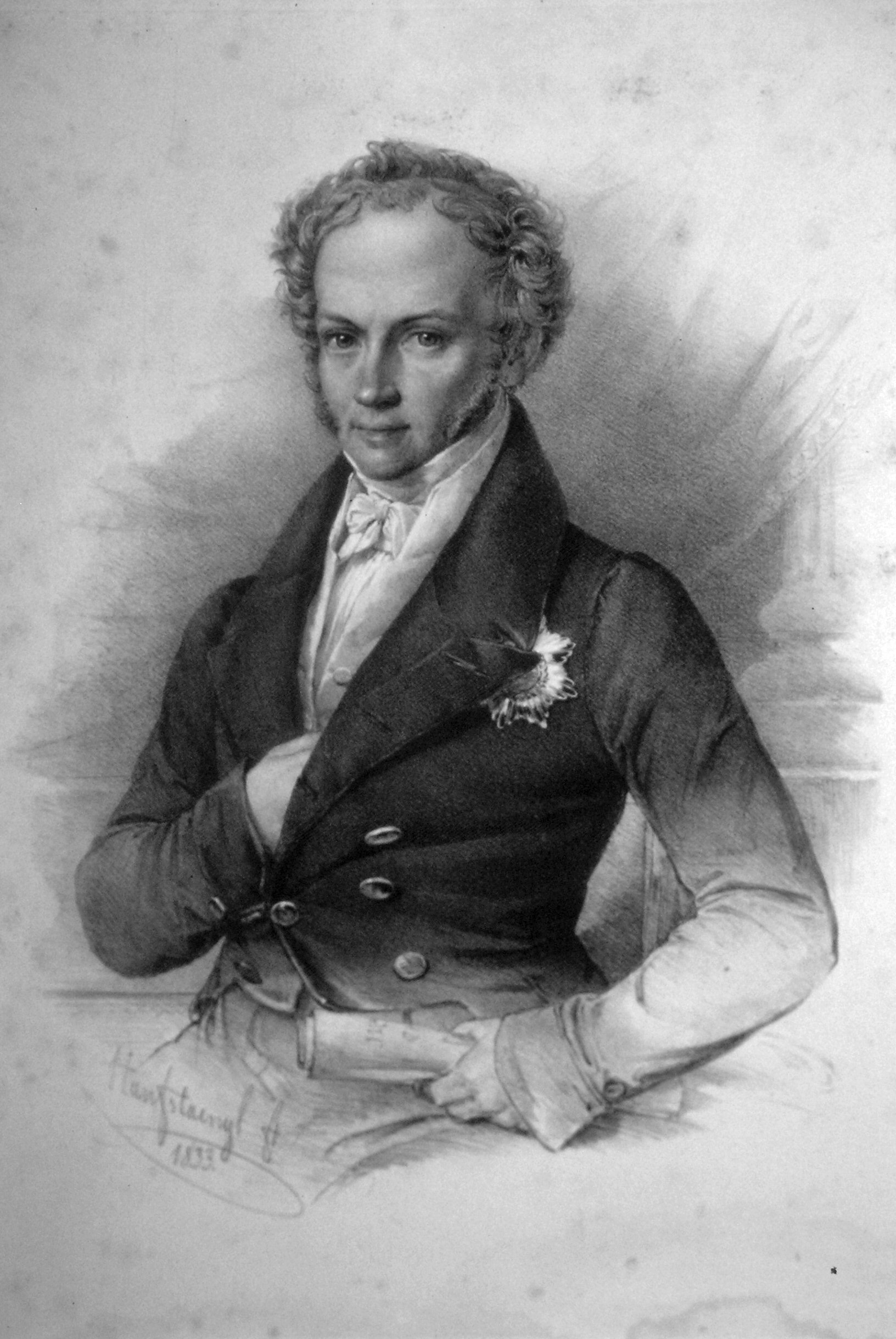
Joseph Ludwig von Armansperg, Lithografie von Franz Hanfstaengl (1833)

Joseph Ludwig Franz Xavier Graf von Armansperg (* 28. Februar 1787 in Kötzting; † 3. April 1853 in München) war ein bayerischer Jurist, Abgeordneter, Ministerialbeamter und Minister. Er diente dort zwischen 1826 und 1831 als Innen-, Außen- und Finanzminister. Im Königreich Griechenland war er unter König Otto 1835 bis 1837 Regierungschef. Er gehörte von 1825 bis 1852 nacheinander beiden Kammern des bayerischen Parlaments an, dem Reichsrat und der Abgeordnetenkammer. Er war Gutsherr von Egg und Loham in Bayern und von Breitenried in Österreich sowie Landstand in Österreich ob der Enns.

## Leben

### Frühe Jahre
Joseph Ludwig von Armansperg wurde am 28. Februar 1787 als Sohn des Landrichters Joseph Felix von Armansperg und dessen Ehefrau Ludovica Freiin Verger von Moosdorf in Kötzting geboren. In Straubing verlebte er die Jugend und Schulzeit. Im Wintersemester 1802/03 schrieb Armansperg sich zum Studium der Rechtswissenschaft an der Universität Landshut ein. Am 30. November 1806 gründete er das noch heute in München bestehende Corps Bavaria München mit. 1807 relegierte ihn die Universität wegen eines Duells. Ein Jahr später schloss er das Studium mit mäßigem Erfolg ab. Noch im gleichen Jahr fand Armansperg eine Anstellung als Kanzleiakzessist beim Generalkommissariat des Regenkreises. Staatsrat Joseph Maria Freiherr von Weichs, dessen Tochter Therese von Weichs Armansperg im Jahr 1816 heiratete, setzte sich für seine Aufnahme in den Staatsdienst ein. 1810 wurde er zum Ratsakzessor bei der gleichen Behörde befördert. 1812 wechselte er in die Regierung des Unterdonaukreises.
Während der Dienstzeit in der Bayerischen Armee nahm Armansperg am Vormarsch nach Frankreich unter von Wrede teil. 1813 kommandierte man Armansperg zur Bayerischen Armee unter Carl Philipp von Wrede ab. Ersten Einsatz fand er als Verpflegungskommissar im Feldzug während der Befreiungskriege 1813 bis 1814. Die Armeezeit wurde für ihn von Bedeutung, da von Wrede am „tüchtigen und energischen jungen Beamten“ Gefallen fand. Von Wrede protegierte ihn auf seinem weiterten Werdegang. Zwischen 1814 und 1815 nahm er am Wiener Kongress teil. Nach dem Gewinn des linksrheinischen Gebiets während der Befreiungskriege fand Armansperg im Januar 1814 eine Stelle in der provisorischen Regierung des Vogesendepartements.
Die Zeit beim Wiener Kongress wurde prägend für sein späteres außenpolitisches Wirken. Während der Dienstzeit im „Rheinkreis“ erhielt er mehrere der während der französischen Revolution geschaffene Institute. Ebenso behielt er „die wichtige Deklaration der Regierung über Unwiderruflichkeit der Abschaffung von Steuerexemtionen, Zehnten und anderen Feudallasten“ bei.
Nachdem im Vertrag von München 1816 das Kaisertum Österreich den „Rheinkreis“ an das Königreich Bayern abtrat, wurde Armansperg zum Regierungsdirektor der neu eingerichteten Kammer der Finanzen in Speyer. Hier lernte er – was für seine weitere Tätigkeit entscheidend war – die besonderen pfälzischen Verwaltungsstrukturen und -einrichtungen kennen und schätzen. 1817 ließ er sich auf eigenen Wunsch hin in gleicher Stellung in den Oberdonaukreis versetzen und wirkte in Augsburg. Seine Karriere nahm weiterhin guten Verlauf, so dass er 1820 Direktor des Obersten Rechnungshofes wurde. 1823 folgte wegen seines Konfliktes mit Finanzminister Maximilian Emanuel von Lerchenfeld die Versetzung in den Regenkreis. 1825 wurde er in die Bayerische Ständeversammlung gewählt. Mit seiner liberalen Einstellung machte Armansperg beim Kronprinzen Ludwig Eindruck.

### Regierungsverantwortung in Bayern
Nach dem Tod Maximilians I. nahm ihn Ludwig I. in den Kreis seiner engeren Berater auf.
Mit der Wahl 1825 zum Vizepräsidenten der Zweiten Kammer der Bayerischen Ständeversammlung konnte Armansperg sein Wissen in Finanzangelegenheiten unter Beweis stellen. Zudem profilierte er sich als überzeugter Liberaler. Er vertrat die Lockerung der Bestimmungen für die Heirat und Ansässigmachung, die Gewerbefreiheit, den Freihandel, die Beseitigung adeliger Privilegien und die Trennung von Religion und Staat. Im Umkreis Ludwig I. war seine erste Aufgabe die Ausarbeitung von Sparmaßnahmen in der „Ersparungskommission“.
In kurzer Zeit verdiente er sich das königliche Vertrauen, so dass er am 1. Januar 1826 zum Staatsrat im ordentlichen Dienst befördert wurde und ihm die Ämter Finanzminister und Innenminister anvertraut wurden. Seit 1828 gehörte Armansperg dem Reichsrat der Bayerischen Ständeversammlung als lebenslanger Reichsrat an. Wegen seines Sparkurses als Finanzminister erwarb er sich bald den Spottnamen Sparmansperg. Wegen Gegensätzen in der Kirchenpolitik entzog Ludwig I. Armansperg zum 1. September 1828 das Innenministerium und setzte den gefügigeren Eduard von Schenk als Nachfolger ein. 
Die Ernennung und sein Wirken in Personalunion als Innen- und Finanzminister hat differenzierte Beurteilung erfahren.
Hervorgehoben wird der Gesetzentwurf von 1827 über eine allgemeine Grund- und Häusersteuer, die den Ständen vorgelegt wurde und wodurch das bayerische Steuerwesen eine bis dahin vermisste Einheit und Gleichheit bekam. Dem Zentralismus wirkte er entgegen durch Gesetz zur Bildung von Fonds in den Regierungsbezirken, anstatt Ausgaben aus der Staatskasse zu überweisen. 1827 erklärte Armansperg, dass der bayerische Staat seit langer Zeit nun kein Defizit mehr aufweise. Als er den Posten des Finanzministers verließ, „waren die Kassen gefüllt, die Defizite gedeckt, und ein Teil der Grundsteuer konnte dem Volk erlassen werden“. Nach der Beurteilung des Historikers Dirk Götschmann betrachteten Zeitgenossen ihn als Finanzminister weitgehend positiv, da er gute Dienste während der Sanierung des Staatshaushalts leistete. Mit den Einsparungen in der staatlichen Verwaltung schuf er sich unter den Beamten jedoch Gegner; der Mitwirkung an weiteren Reformen war dies abträglich. Wegen der geringen Anzahl an Beamten und der daraus resultierenden Überlastung seien zahlreiche liberale Reformvorhaben gescheitert.
Sein Wirken als Innenminister wurde zwiespältig gesehen. Als Verdienst wird angesehen, dass nach langer Debatte in der bayerischen Zweiten Kammer er die Institution der bayerischen Landräte durchsetzte. Die Liberalen warfen ihm jedoch vor, sich nun bei der Beschneidung von Landtagsrechten betätigen zu wollen. Und als Vertreter der Ersten Kammer war sein Einsatz zur Abschaffung von Adelsprivilegien ungern gesehen. Ebenso wenig war es seinem Ansehen förderlich, dass er die Patrimonialgerichtsbarkeit einschränken und das Adelsedikt abzuändern suchte. Der Misserfolg angestrebter Reformen ließen Ludwig I. zu einer kritischen Haltung gegenüber Armansperg finden. Auf Konfrontation zu Ludwig I. ging Armansperg seiner Haltung gegenüber der Religion wegen in Kirchenangelegenheiten. Besonders die Restauration der nach 1802 säkularisierten Klöster, ein Herzensanliegen Ludwig I., behinderte er als Finanzminister. Die Kraftprobe führte zum Amtsentzug des Innenministeriums. Als Finanzminister beließ Ludwig I. Armansperg, weil er nicht auf den Sachverstand und die Arbeitsleistung verzichten wollte. Als Ausgleich übertrug er ihm jedoch das Außenministerium.
Noch im September 1828 ernannte der Monarch Armansperg zum Außenminister. Dieser Position wurde er 1831 enthoben, da Ludwig I. seinen politischen Kurs nun an Österreich anlehnte, was mit Armanspergs Ausrichtung unvereinbar war.
In der Stellung des Außenministers konnte Armansperg Fortschritte beim Zollverein mit Württemberg erringen, der nach einem Vorverhandlungsvertrag schließlich 1828 errichtet wurde. Zudem verhandelte er im gleichen Jahr mit Mitgliedsstaaten des Deutschen Bundes über die Gründung des Deutschen Zollvereins, der 1833 zustande kam. Armansperg strebte eine Annäherung zu Baden an. Die Hinwendung nach Westen, welche sogar Frankreich einschloss, stand aber in Konflikt zur österreichischen Politik unter dem Staatsmann Fürst von Metternich. Das Bestreben, zusammen mit anderen Ministern stärker an der bayerischen Politik beteiligt zu werden als auch die gegen Österreich gerichtete Haltung kostete ihn die Position als Außenminister, da Ludwig I. sich nun in Anbetracht der französischen Julirevolution von 1830 an den Kurs von Metternich anlehnte. Nach Beurteilung des Schweizers Josef Inauen war Bayern für Armansperg die „größte[] ‚rein deutsche[]‘ Macht“ und er wollte dem Staat „eine bedeutende Rolle im Deutschen Bund, wenn nicht gar im europäischen Staatskonzert sichern“. Zudem habe er die von „Revolutionsfurcht“ bestimmte Politik Ludwig I. abgelehnt.

### Regierungsverantwortung in Griechenland
Die Ernennung zum Gesandten in London nahm er nicht an. Ludwig I. stellte ihn an die Seite seines minderjährigen Sohns Otto, der 1832 den griechischen Thron bestieg. Er war Präsident des Regentschaftsrates; ihn begleiteten weitere gleichfalls als „Unruhestifter“ aufgefallene Beamte; darunter Armanspergs Zögling Karl von Abel. Zur Führung der Regentschaft standen Otto zudem Karl Wilhelm von Heideck und Georg Ludwig von Maurer zur Seite. Nachdem es Armansperg 1834 gelang, die Abberufung der ihm feindlich gesinnten Regentschaftsmitglieder von Maurer und Abel zu erreichen, amtierte er ab 1835 als griechischer Staatskanzler. Otto reiste 1836 nach Deutschland. Während der Reise nahm Armansperg die Stellung des Verwesers für Griechenland ein bis zur Rückkehr im März 1837. Weil Armanspergs Politik als gescheitert betrachtet wurde, erhielt die Nachfolge im Amt Ignaz von Rudhart.
Armanspergs Wirken in Griechenland brachte ihm Lob ein; er wurde aber auch als herrschsüchtig bezeichnet. Zuletzt wegen gescheiterter Sanierung der griechischen Finanzen musste Armansperg die Stelle als Erzkanzler räumen. Nach Beurteilung des Historikers Karl Theodor von Heigel habe sich Armansperg, „um sich gegen seine Kollegen zu behaupten“, zu sehr der englischen Diplomatie angebiedert, „welcher an günstiger Entwicklung des Staates und Sicherung der berufenen Dynastie weniger gelegen war“.

### Rückkehr nach Bayern
Nach Rückkehr in die bayerische Heimat füllte Armansperg außer einer kurzen Tätigkeit 1848 kein öffentliches Amt mehr aus. Den Lebensabend verbrachte Armansperg auf dem von ihm umgebauten Schloss Egg bei Deggendorf in Niederbayern. Im Alter von 66 Jahren verstarb Armansperg am 3. April 1853 in München.

## Grabstätte

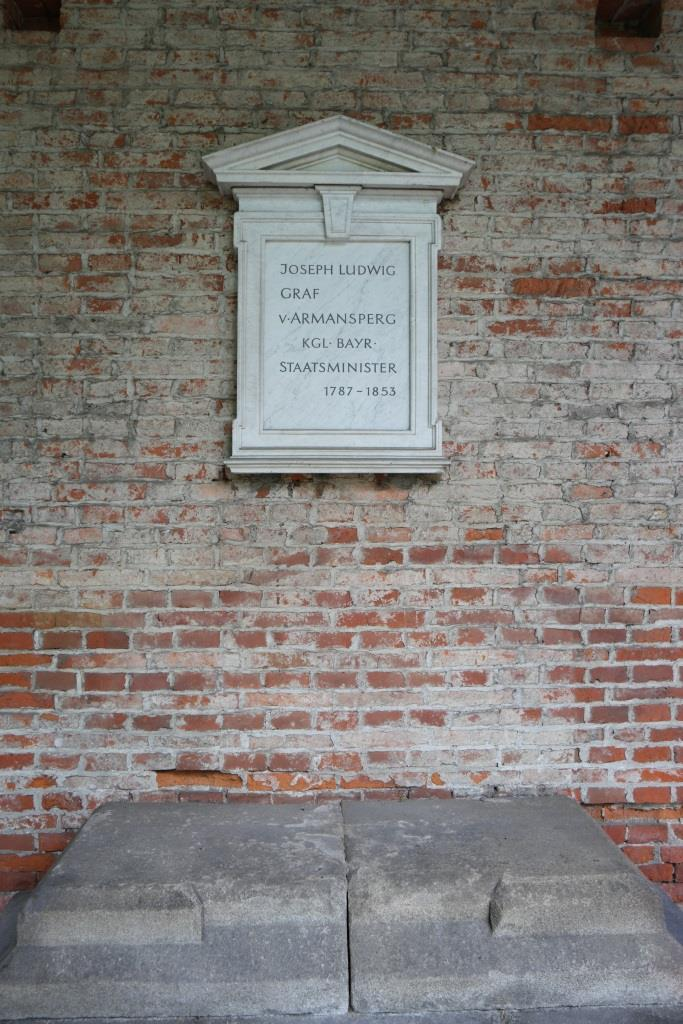
Grab von Joseph Armansperg auf dem Alten Südlichen Friedhof in München

Die Grabstätte von Joseph Armansperg befindet sich auf dem Alten Südlichen Friedhof in München (Neu Arkaden Platz 166 bei Gräberfeld 30) Standort.

## Charakteristika
Er diente unter Franz Xaver von Zwack in der späteren bayerisch-österreichischen Landesadministration, die auf dem linksrheinischen Gebiet entstand und wurde als dessen begabtester Schüler bezeichnet. Der Historiker Carl Mendelssohn Bartholdy charakterisiert Armansperg als „oberflächlichen Dilettanten“ im Zusammenhang mit seiner Amtsausübung in Griechenland. Er galt Roswitha von Bary-Armansperg als geistiger Nachfolger Montgelas und sei konsequenter Verteidiger der Souveränität des bayerischen Staates gewesen. Armansperg war nach Einschätzung des Schweizers Josef Inauen ein Liberaler gewesen, der zugleich auch von nationalen Gedanken erfüllt gewesen sei. Auch ihm gilt er als Nachfolger Montgelas. Armansperg soll ein „gewandter, einsichtsvoller, kräftiger und freimüthiger Redner“ gewesen sein.

## Auszeichnungen
- Armansperg wurde 1830 (gewähltes) Ehrenmitglied der Bayerischen Akademie der Wissenschaften;
- 1849 wurde ihm die Ehrenbürgerschaft der Stadt Passau verliehen;[1]
- Ehrenbürgerschaft der Stadt Athen.[1]

## Erwähnenswertes
Die Königliche Bank in Nürnberg war für den damaligen Finanzminister Armansperg kaum von Interesse. 1827 hätte er die Bank der Stadt Nürnberg überlassen, wenn nicht Ludwig I. höchstselbst dies zu verhindern wusste, da er auf die Gewinne der Bank nicht verzichten wollte.
Im Zuge der griechischen Finanzkrise die spätestens seit 2010 auch in der Öffentlichkeit diskutiert wurde, fand sein Spottname »Sparmansperg« in der Preußischen Allgemeinen Zeitung zum Februar 2012 Erwähnung.

## Familie
Er war der Sohn von Graf Joseph Felix von Armansperg und dessen Ehefrau Ludovica, geborene Freiin Verger von Moosdorf. Damit war er Urenkel des bayerischen Staatskanzlers Franz Xaver Josef von Unertl. Er selber war seit 1816 mit Therese von Weichs (1787–1859) verheiratet und hatte vier Töchter:
- Louise (1818–1835) ⚭ 26. Juli 1835 Michael Kantakuzenos
- Sara Carolina Antonia Clara Sophia (* 1819)[19] ⚭ 26. Juli 1835 Fürst Demetrius Kantakuzenos
- Karolina (1821–1888)

⚭ Florian Mördes (1823–1850), Innenminister der badischen Revolutionsregierung
⚭ 1856 Julius Fröbel (1805–1893), Politiker und Schriftsteller
- Maria Catharina Walburga Theresia Elisabetha (1828–1850) ⚭ Freiherr Julius Bernhard von Eichthal (1822–1860)

Mit Joseph Ludwig von Armansperg erlosch dieser bayerische Zweig der Grafen von Armansperg im Mannesstamme.